# Synagogenbezirk Beelitz
Der Synagogenbezirk Beelitz mit Sitz in Beelitz, heute eine Stadt im Landkreis Potsdam-Mittelmark im Bundesland Brandenburg, wurde nach dem Preußischen Judengesetz von 1847 geschaffen.
Dem in den 1850er Jahren eingerichteten Synagogenbezirk gehörten folgende Orte an: Beelitz, Brück, Buchholz, Cammin, Luckenwalde, Meinsdorf, Saarmund, Trebbin, Treuenbrietzen und Zinna, später auch Belzig, Caputh, Jüterbog, Werder (Havel) u. a.